# سيد كولينز
سيد كولينز (بالإنجليزية: Sid Collins)‏ هو معلق رياضي أمريكي، ولد في 17 يوليو 1922، وتوفي في 2 مايو 1977 بسبب شنق.